# Zoch Verlag
Zoch Verlag è una casa editrice tedesca di giochi da tavolo con sede a Monaco di Baviera fondata nel 1987 da  Albrecht Werstein e dall'autore di giochi Klaus Zoch. Oltre a giochi da tavolo rivolti sia ai grandi che ai piccoli, pubblica giochi in legno per bambini e famiglie.
Nel 2010 è stata rilevata dal gruppo Simba Dickie Group.

## Titoli principali
- Burg Appenzell (Chateau Roquefort), di Jens-Peter Schliemann e Bernhard Weber;
- Da ist der Wurm drin (La corsa dei lombrichi), di Carmen Kleinert;
- Manila, di Franz-Benno Delonge;
- Niagara, di Thomas Liesching;
- Sushi Go!, di Phil Walker-Harding;
- Tobago, di Bruce Allen;
- Villa Paletti, di Bill Payne;
- Zicke Zacke Spenna il pollo, di Klaus Zoch;
- Zapp Zerapp, di Heinz Meister e Klaus Zoch.

## Premi e riconoscimenti
Tra i riconoscimenti più prestigiosi vinti da Zoch ci sono lo Spiel des Jahres ("Miglio Gioco dell'anno"), il Kinderspiel des Jahres ("Miglior Gioco per bambini dell'anno") e il Deutscher Kinderspiele Preis ("Premio tedesco per i giochi per bambini").

### Spiel des Jahres
Il prestigioso premio Spiel des Jahres è stato vinto con:
- 2002 - Villa Paletti, di Bill Payne[2];
- 2005 - Niagara, di Thomas Liesching[3];

Nel 1997 il gioco Aztec, di Niek Neuwahl ha vinto il premio Gioco più bello.

### Kinderspiel des Jahres
Il prestigioso premio Kinderspiel des Jahres è stato vinto con:
- 1998 - Zicke Zacke Spenna il pollo (Zicke Zacke Hühnerkacke), di Klaus Zoch;
- 2011 - La corsa dei lombrichi (Da ist der Wurm drin), di Carmen Kleinert;
- 2015 - Spinderella, di Roberto Fraga.

### Deutscher Kinderspiele Preis
Il premio Deutscher Kinderspiele Preis è stato vinto con:
- 2001 - Zapp Zerapp, di Heinz Meister e Klaus Zoch;
- 2004 - Dicke Luft in der Gruft, di Norbert Proena;
- 2007 - Burg Appenzell (Chateau Roquefort), di Jens-Peter Schliemann e Bernhard Weber;

### As d'Or - Jeu de l'année Enfant
Il premio As d'Or - Jeu de l'année Enfant è stato vinto con:
- 2009 - Burg Appenzell (Chateau Roquefort), di Jens-Peter Schliemann e Bernhard Weber;
- 2010 - Nicht zu fassen, di Fréderic Moyersoen;
- 2014 - Riff Raff, di Christophe Cantzler;